# طيران أورينت تاي
شركة طيران أورينت المحدودة هي شركة طيران تايلاندية ويقع مكتبها الرئيسي في (دون موينغ/بانكوك). تشغل الشركة رحلات في جنوب شرق أسيا ويعتبر مطار سوفارنابومي الدولي قاعدة عملياتها الرئيسي. أصبحت الشركة تحت انظار المجلس الوطني لسلامة النقل ودائرة الطيران المدني في تايلاند بعد حادثين تحطم طائرتين.

## الوجهات

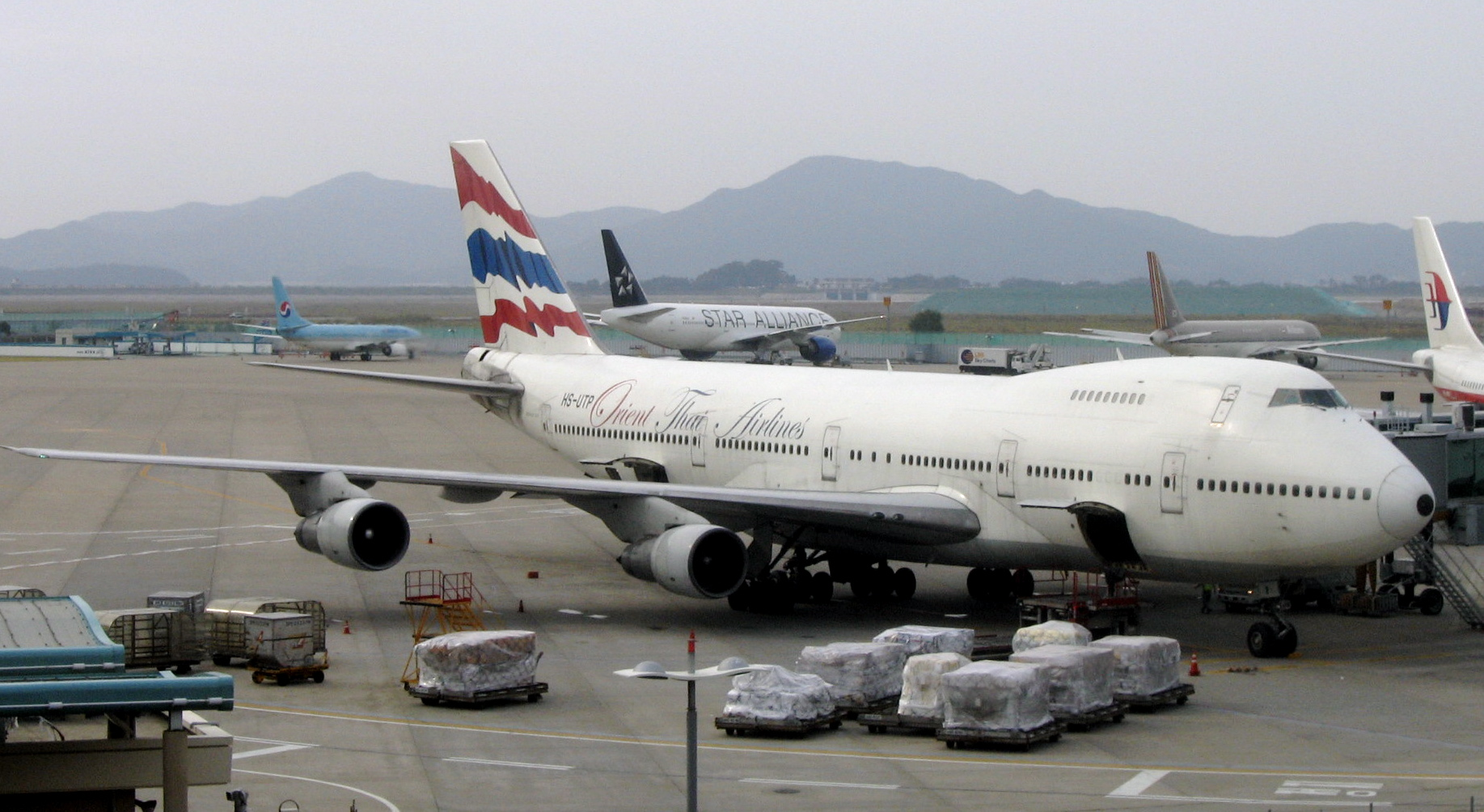
طائرة بوينغ 747 تابعة لطيران أورينت تاي في مطار إنشيون الدولي سيول/كوريا الجنوبية عام 2005م.

- هونغ كونغ  الصين
- ماكاو  الصين
- سيول  كوريا الجنوبية

### الوجهات الداخلية
- بانكوك
- تشيانغ مي
- تشيانغ ري
- هات ياي
- بوكيت
- محافظة ناخون سي تاممارات
- محافظة ودون تاني

## وصلات خارجية
- الموقع الرسمي للشركة (بالإنجليزية)
- تفاصيل طيران أورينت تاي (بالإنجليزية)